# Paul Neu
Paul Neu, meglio conosciuto con i ring name di P.N. News e Cannonball Grizzly (Omaha, 9 luglio 1966), è un wrestler statunitense.
È noto soprattutto per il periodo trascorso negli anni novanta nella World Championship Wrestling e nella Extreme Championship Wrestling.

## Carriera

### Inizi (1987–1991)
Dopo aver esordito nel 1987 come "The Avalanche" nella Portland Wrestling di Don Owen, nel 1989 Neu andò in Europa per lottare nella Catch Wrestling Association austriaca con il ring name "Cannonball Grizzly".

### World Championship Wrestling (1991–1992)
Tornato negli Stati Uniti nel 1991, Neu firmò per la World Championship Wrestling. Esordì durante la puntata dell'11 maggio di World Wide Wrestling come "P.N. News",  un corpulento wrestler "babyface" con la gimmick del rapper ispirato ai P.M. Dawn; sconfisse Terry Bronson in 44 secondi.
Cominciò quindi un breve feud con il World Television Champion "Stunning" Steve Austin. Al ppv The Great American Bash, News e Bobby Eaton sconfissero Austin e Terry Taylor in uno scaffold match. Durante un house show il 21 giugno, a causa della sua considerevole mole, P.N. News infortunò inavvertitamente Dave Sheldon, che si esibiva con il ring name di Angel of Death, eseguendo la sua mossa finale. Come risultato, News non apparve più nei programmi televisivi WCW, e la sua rivalità con Austin fu bruscamente interrotta. A causa dell'incidente, News fu punito dalla dirigenza per la sua scarsa professionalità e apparve solo negli house show e sporadicamente in qualche pay-per-view. Tuttavia, la WCW puntava ancora molto su di lui e il 19 novembre 1991 P.N. News affrontò Austin in un match per il titolo World Television Championship a Clash of the Champions XVII, anche se non riuscì a conquistare la cintura.
Dopo il feud, a Starrcade, News fece coppia con Steve Armstrong in un match perso con Ron Simmons e Thomas Rich. Il 21 gennaio 1992, News fece la sua ultima apparizione televisiva in WCW, sconfiggendo Diamond Dallas Page a Clash of the Champions XVIII. Il 15 marzo 1992 fu licenziato dalla compagnia.

### Catch Wrestling Association (1992–1998)
Dopo aver lasciato la WCW, Neu ritornò nella Catch Wrestling Association alla fine del 1992, nuovamente con l'identità di Cannonball Grizzly. Il 5 novembre 1995, Grizzly e John Hawk sconfissero August Smisl e Ulf Herman vincendo il titolo CWA World Tag Team Championship per la prima volta. Il 16 dicembre, Grizzly e Hawk persero le cinture contro Smisl e Tony St. Clair. Dopo la sconfitta, Grizzly cominciò a lottare in coppia con il cugino Bruiser Mastino, in un tag team chiamato "The Brotherhood". Il 7 luglio 1996, Grizzly e il suo nuovo partner di tag team, Jesse James Armstrong, conquistarono i titoli World Tag Team per poi cederli il 3 agosto a Smisl e Ulf Herman. Quando le cinture furono rese vacanti, Grizzly e Wildcat Brookside le conquistarono il 21 dicembre sconfiggendo Tony St. Clair e Mick Tierney in un torneo. Rimasero campioni fino al luglio 1997. Il 10 ottobre 1998, Grizzly affrontò Brookside per decidere chi dei due avrebbe potuto reclamare il vacante titolo Intercontinental Heavyweight Championship, ma perse il match via countout. Alla fine del 1998, Neu lasciò la compagnia.

### Wrestling britannico (1993-2016)
Neu lottò per diversi anni nella britannica All Star Wrestling con il ring name "American Avalanche" e nella BWF di Orig Williams come "Raging Bull". Neu, come Avalanche, ha continuato a fare apparizioni nella All Star fino al 2016, combattendo spesso in coppia con Joe E Legend come arrogante tag team americano, o come membro della fazione heel The World Riot Squad.

### Extreme Championship Wrestling (1999)
Il 17 settembre 1999, Neu, utilizzando la sua gimmick di P.N. News, esordì nella Extreme Championship Wrestling venendo sconfitto da Spike Dudley. News si alleò quindi con i Da Baldies, una stable heel composta da wrestler tutti calvi. Al ppv November to Remember, i Da Baldies (News, Spanish Angel, Tony DeVito e Vito LoGrasso) sconfissero New Jack e The Hardcore Chair Swingin' Freaks (Axl Rotten & Balls Mahoney) in un handicap match. Il 19 novembre, News e LoGrasso persero un Loser Leaves Town match contro gli Hardcore Chair Swingin' Freaks, ponendo fine allo stint di Neu nella ECW.

### Pausa e ritorno (2000–2012)
Il 17 novembre 2000, Neu, come Cannonball Grizzly, ritornò a lottare e vinse la prima edizione in assoluto dell'Hardcore Knockout Tournament della European Wrestling Promotion, sconfiggendo in semifinale Hercules Harrison e poi Big Tiger Steel in finale. Dieci giorni dopo, si aggiudicò il titolo EWP World Heavyweight Championship battendo Bam Bam Bigelow. Il 26 novembre 2003, Grizzly perse la cintura in favore di Thunder. Il 17 dicembre 2011 sconfisse Thunder e riconquistò l'EWP World Heavyweight Championship. Il 6 ottobre 2012 difese il titolo contro Fit Finlay, anche se il match terminò in no contest.

## Vita privata
Neu è stato sposato con una donna di nome Connie. In seguito sposò in seconde nozze Anja von Stanic, da lui allenata come lottatrice professionista nel 2007. Anja svolse anche il ruolo di manager di Neu durante il periodo nel quale erano entrambi membri della stable The Firm, prima che Anja si ritirasse dal ring nel 2008. Paul Neu è inoltre cugino di primo grado di Mike Halac, noto per il suo stint come Mantaur nella World Wrestling Federation (WWF) degli anni novanta.

## Personaggio
- Mossa finale
  - Come Cannonball Grizzly
    - Senton,[1] talvolta durante l'esecuzione di un somersault[20]
    - Spin-out powerbomb[1][2][20]

  - Come P.N. News / P.N. Neuz
    - Broken Record/ Rapmaster Splash[20][21] (WCW/ECW) / Diving splash (WCW/circuito indipendente)
- Manager
  - Anja von Stanic
- Soprannomi
  - "The Rapmaster"[2][20]
- Musica d'entrata
  - Iron Man dei Black Sabbath[22]
  - Living After Midnight dei Judas Priest[22]
  - Everything About You degli Ugly Kid Joe[22]
- Wrestler allenati
  - Ananaskopf[23]
  - Anja von Stanic[23]
  - Julian Nero[23]
  - Kimball[23]
  - Van Miller[23]

## Titoli e riconoscimenti
- Catch Wrestling Association
  - CWA World Tag Team Championship (3) – con John Hawk (1), Jesse James Armstrong (1) e Wildcat Brookside (1)[24]
  - Vienna Catch Cup (1998)
- European Professional Wrestling
  - EPW Iron Man Tournament (2004, 2005, 2006)
- European Wrestling Association
  - EWA World Heavyweight Championship (1)[25]
- European Wrestling Promotion
  - EWP Iron Man Championship (1)
  - EWP World Heavyweight Championship (2)[25]
- Pacific Northwest Wrestling
  - NWA Pacific Northwest Tag Team Championship (2) – con Mike Golden (1) e Buddy Rose (1)[26]
- Professional Wrestling Alliance (Germania)
  - PWA Weltmeisterschaft Championship (1)
  - PWA World Cup Championship (1)[25]
- Pro Wrestling Illustrated
  - 86º classificato nella lista dei migliori 500 wrestler singoli nei "PWI 500" del 1991[27]
- Riotgas Wrestling Alliance
  - RWA International Championship (2)[25]
- World Championship Wrestling
  - Rookie of the Year (1991)[1]
- Wrestling Observer Newsletter
  - Worst Worked Match of the Year (1991) con Bobby Eaton vs. Steve Austin e Terry Taylor in uno Scaffold match a The Great American Bash
- Altri titoli
  - EWA Iron Man Championship (5)[2]